# Mouvement pour la France
De Mouvement pour la France (MPF; Nederlands: Beweging voor Frankrijk) was een Franse rechtse politieke partij die haar inspiratie uit soeverein en gaullistisch gedachtegoed haalde. De partij, die tussen 1994 en 2018 bestond, was over heel het land actief.
Oud-staatssecretaris Philippe de Villiers, afkomstig uit Vendée, nam voor de eerste keer aan de presidentsverkiezingen deel in 1995 en behaalde dan met een ongestructureerde partij minder dan 5% van de stemmen. In de legislatieve verkiezingen van 1997 vormde de MPF een kartel met het Centre national des indépendants et paysans (CNIP) onder de naam LDI (La Droite indépendante) maar er kwamen geen andere verkozenen dan De Villiers.
In 1999 behaalde De Villiers op de lijst Rassemblement pour la France et l'Indépendance de l'Europe (RPF-IE) de tweede plaats na Charles Pasqua. De MPF fuseerde met de Rassemblement pour la République (RPR) van Pasqua en werd de beweging Demain la France. Een jaar later stapte De Villiers uit de RPF en hercreëerde hij de MPF.
In 2004 kaapte de partij 3 zetels is het Europees Parlement weg. De MPF voerde campagne tegen de voorgestelde Europese grondwet. Daardoor steeg tussen einde 2004, begin 2005 het aantal leden van 7.000 tot 16.250. Bij de presidentsverkiezingen van 2007 behaalde De Villiers 2,2% van de stemmen. Voor de tweede ronde gaf hij stemadvies voor Nicolas Sarkozy.
Vanaf 2009 verloor de partij terrein.

## Programma
- "Immigration zéro"
- Stop van het monopolie van de vakbonden
- Geen homohuwelijk (vastleggen in de grondwet) & promotie van alternatieven tegen abortus
- Referendum over de doodstraf
- Turkije geen lid van de EU & geen Europese grondwet

## Neergang

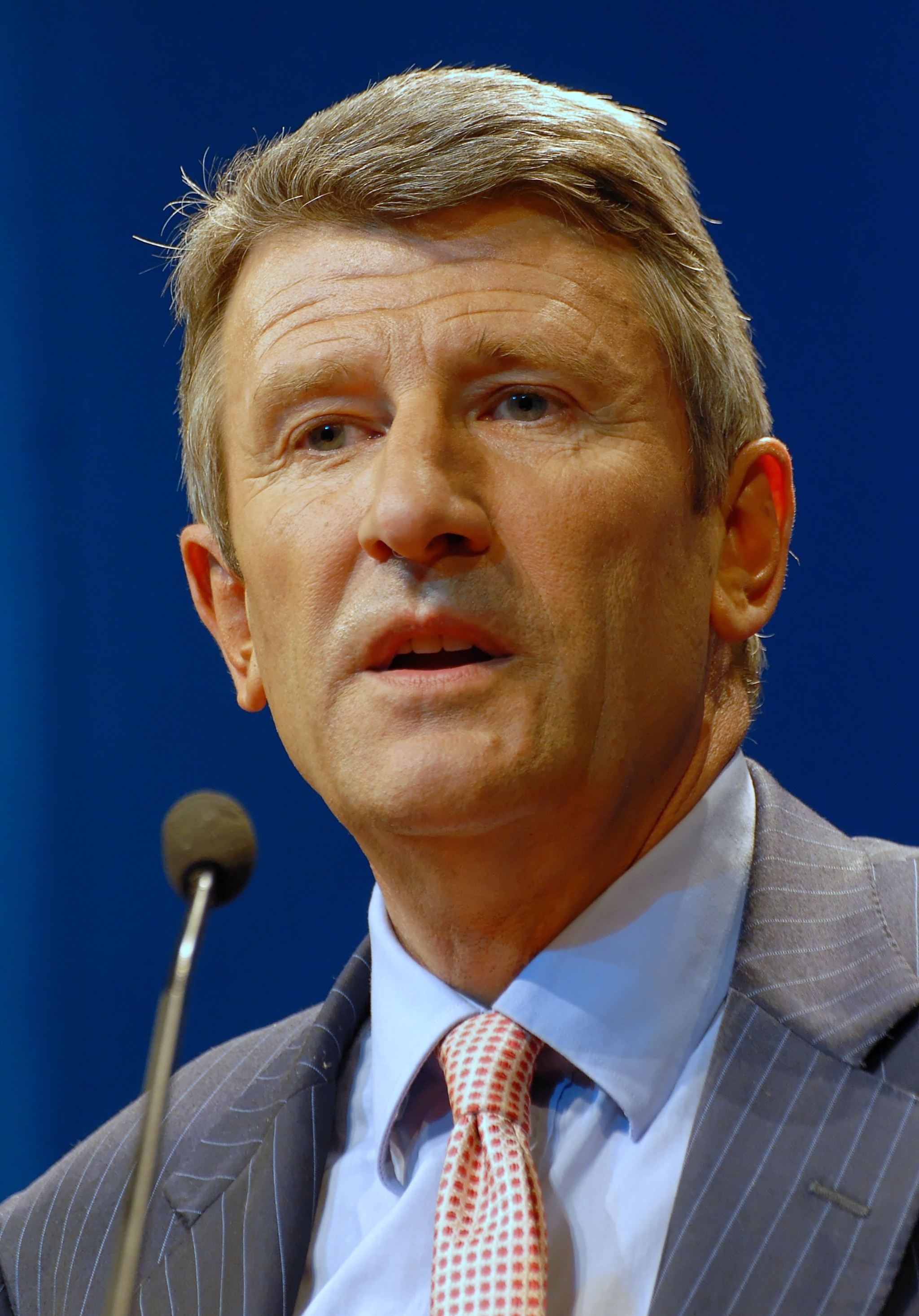
Philippe de Villiers (Toulouse, 2007)

Vanaf 2009 verloor de MPF steeds meer terrein. Bij de verkiezingen voor het Europees Parlement in 2009 verloor de partij 2 van haar 3 zetels. Op 23 april 2010 stapte Bruno Retailleau uit de MPF. Retailleau was al sinds 1988 conseiller général van Vendée en sinds 2004 lid van de Senaat. Vijf maanden later kondigde partijleider De Villiers aan dat hij per 31 oktober 2010 zou aftreden als president van de conseil général van Vendée; Retailleau volgde hem op. Eind 2012 had de MPF buiten departementale en lokale functies in Vendée nog drie vertegenwoordigingen over:
- Philippe de Villiers als enig overgebleven lid in het Europees Parlement (mandaat tot 2014)
- Philippe Darniche als enig overgebleven lid in de Senaat (mandaat tot 2014)
- Véronique Besse als enig overgebleven lid in de Nationale Vergadering (herkozen in 2012)

Op plaatsen waar het voor de MPF lastig werd om nog zelfstandig te opereren treden een aantal MPF-leden onder andere vlag op. Zo trad in Picardië MPF-lid Isabelle Létrillart veelal op onder de vlag Envie de Picardie. En in Midi-Pyrénées sloot MPF-lid Marie-Pierre Chaumette zich eerst aan bij een groep met de naam Osons Midi-Pyrénées en ging in november 2010 mee in een afsplitsing daarvan die zich Groupe Républicains et Territoires noemde.
Ondertussen is het maandblad van de MPF, "Pour la France", eerst een drie-maandelijks verschijnend blad geworden en vanaf januari 2012 helemaal niet meer verschenen. Op de website van de MPF verschenen nauwelijks nog actualiteiten. In 2018 werd de partij opgeheven.